# Liocichla
Liocichla – rodzaj ptaków z rodziny pekińczyków (Leiotrichidae).

## Zasięg występowania
Rodzaj obejmuje gatunki występujące w Azji.

## Morfologia
Długość ciała 17–23 cm; masa ciała 32–53 g.

## Systematyka

### Etymologia
Liocichla: rodzaj Leiothrix Swainson, 1832 (pekińczyk); gr. κιχλη kikhlē „drozd”.

### Podział systematyczny
Do rodzaju należą następujące gatunki:
- Liocichla omeiensis Riley, 1926 – krasnoliczek szarolicy
- Liocichla bugunorum Athreya, 2006 – krasnoliczek żółtawy
- Liocichla steerii Swinhoe, 1877 – krasnoliczek złotoskrzydły
- Liocichla phoenicea (Gould, 1837) – krasnoliczek czerwonoskrzydły
- Liocichla ripponi (E.W. Oates, 1900) – krasnoliczek szkarłatny